# Basketball Bundesliga
La Basketball Bundesliga (BBL), también conocida por motivos de patrocinio como easyCredit BBL, es la competición de baloncesto profesional de más alto nivel que se disputa en Alemania. Es organizada por la Deutscher Basketball Bund.
Fue creada en el año 1939, pero fue pronto suspendida a causa de la Segunda Guerra Mundial. Se reinició en 1947 y a partir del año 1966 se convirtió en una competición profesional.
El equipo que más ligas ha ganado es el Bayer Giants Leverkusen, con 14 títulos. En los últimos tiempos han sido dominadores el ALBA Berlin, ganando siete títulos consecutivos desde 1997 hasta 2003, once en total y Brose Baskets, con nueve títulos entre 2004 y 2017.

## Equipos 2025-2026
| Equipo                       | Ciudad       | Arena                 | Capacidad |
| ---------------------------- | ------------ | --------------------- | --------- |
| Alba Berlin                  | Berlín       | Mercedes-Benz Arena   | 14,500    |
| Brose Bamberg                | Bamberg      | Brose Arena           | 6,150     |
| Telekom Baskets Bonn         | Bonn         | Telekom Dome          | 6,000     |
| Löwen Braunschweig           | Braunschweig | Volkswagen Halle      | 6,600     |
| Niners Chemnitz              | Chemnitz     | Arena Chemnitz        | 5,200     |
| Skyliners Frankfurt          | Frankfurt    | Süwag Energie ARENA   | 5,002     |
| Hamburg Towers               | Hamburgo     | Edel-optics.de Arena  | 3,400     |
| MLP Academics Heidelberg     | Heidelberg   | SNP Dome              | 5,000     |
| Science City Jena            | Jena         | Sparkassen-Arena      | 3,000     |
| MHP Riesen Ludwigsburg       | Ludwigsburg  | MHP-Arena             | 5,300     |
| Mitteldeutscher BC           | Weißenfels   | Stadthalle Weißenfels | 3,000     |
| Bayern Munich                | Múnich       | Audi Dome             | 6,700     |
| EWE Baskets Oldenburg        | Oldenburg    | Große EWE Arena       | 6,069     |
| Rostock Seawolves            | Rostock      | Stadthalle Rostock    | 4,550     |
| Vet-Concept Gladiators Trier | Trier        | SWT-Arena             | 5,495     |
| ratiopharm Ulm               | Ulm          | Arena Ulm/Neu-Ulm     | 6,000     |
| Rasta Vechta                 | Vechta       | Rasta Dome            | 3,140     |
| s.Oliver Würzburg            | Würzburg     | s.Oliver Arena        | 3,140     |

## Palmarés
| - 1938-39 : LSV Spandau - 1939-46 : No disputada por SGM - 1946-47 : MTSV Schwabing - 1947-48 : Turnerbund Heidelberg - 1948-49 : MTSV Schwabing - 1949-50 : Stuttgart-Degerloch - 1950-51 : Turnerbund Heidelberg - 1951-52 : Turnerbund Heidelberg - 1952-53 : Turnerbund Heidelberg - 1953-54 : Bayern Munich - 1954-55 : Bayern Munich | - 1955-56 : ATV Düsseldorf - 1956-57 : USC Heidelberg - 1957-58 : USC Heidelberg - 1958-59 : USC Heidelberg - 1959-60 : USC Heidelberg - 1960-61 : USC Heidelberg - 1961-62 : USC Heidelberg - 1962-63 : Alemannia Aachen - 1963-64 : Alemannia Aachen - 1964-65 : Gießen 46ers - 1965-66 : USC Heidelberg | - 1966-67 : MTV 1846 Gießen - 1967-68 : MTV 1846 Gießen - 1968-69 : VfL Osnabrück - 1969-70 : TuS 04 Leverkusen - 1970-71 : TuS 04 Leverkusen - 1971-72 : TuS 04 Leverkusen - 1972-73 : USC Heidelberg - 1973-74 : SSV Hagen - 1974-75 : MTV 1846 Gießen - 1975-76 : TuS 04 Leverkusen - 1976-77 : USC Heidelberg | - 1977-78 : MTV 1846 Gießen - 1978-79 : TuS 04 Leverkusen - 1979-80 : SSC Gotinga - 1980-81 : BSC Saturn Köln - 1981-82 : BSC Saturn Köln - 1982-83 : ASC Gotinga - 1983-84 : ASC Gotinga - 1984-85 : TSV Bayer 04 Leverkusen - 1985-86 : TSV Bayer 04 Leverkusen |

### Final en play-off
| Temporada | Campeón                  | Resultado | Subcampeón               |
| 1986–87   | BSC Saturn Köln          | 2–0       | Bayer Leverkusen         |
| 1987–88   | BSC Saturn Köln          | 3–1       | Bayer Leverkusen         |
| 1988–89   | Steiner Bayreuth         | 3–2       | Bayer Leverkusen         |
| 1989–90   | Bayer Leverkusen         | 3–1       | Steiner Bayreuth         |
| 1990–91   | Bayer Leverkusen         |           |                          |
| 1991–92   | Bayer Leverkusen         | 3–0       | ALBA Berlín              |
| 1992–93   | Bayer Leverkusen         | 3–1       | TTL Bamberg              |
| 1993–94   | Bayer Leverkusen         | 3–0       | Brandt Hagen             |
| 1994–95   | Bayer Leverkusen         | 3–0       | ALBA Berlín              |
| 1995–96   | Bayer Leverkusen         | 3–1       | ALBA Berlín              |
| 1996–97   | ALBA Berlín              | 3–1       | Telekom Bonn             |
| 1997–98   | ALBA Berlín              | 3–0       | Ratiopharm Ulm           |
| 1998–99   | ALBA Berlín              | 3–2       | Telekom Bonn             |
| 1999–00   | ALBA Berlín              | 3–0       | Bayer Leverkusen         |
| 2000–01   | ALBA Berlín              | 3–0       | Telekom Bonn             |
| 2001–02   | ALBA Berlín              | 3–0       | RheinEnergie Köln        |
| 2002–03   | ALBA Berlín              | 3–0       | TSK Bamberg              |
| 2003–04   | Opel Skyliners Frankfurt | 3–2       | GHP Bamberg              |
| 2004–05   | GHP Bamberg              | 3–2       | Opel Skyliners Frankfurt |
| 2005–06   | RheinEnergie Köln        | 3–1       | ALBA Berlín              |
| 2006–07   | Brose Bamberg            | 3–1       | Artland Dragons          |
| 2007–08   | ALBA Berlín              | 3–1       | Telekom Bonn             |
| 2008–09   | EWE Baskets Oldenburg    | 3–2       | Telekom Bonn             |
| 2009–10   | Brose Bamberg            | 3–2       | Deutsche Bank Skyliners  |
| 2010–11   | Brose Bamberg            | 3–2       | ALBA Berlín              |
| 2011–12   | Brose Bamberg            | 3–0       | Ratiopharm Ulm           |
| 2012–13   | Brose Bamberg            | 3–0       | EWE Baskets Oldenburg    |
| 2013–14   | FC Bayern Munich         | 3–1       | ALBA Berlín              |
| 2014–15   | Brose Baskets            | 3–2       | FC Bayern Munich         |
| 2015–16   | Brose Baskets            | 3–0       | Ratiopharm Ulm           |
| 2016–17   | Brose Bamberg            | 3–0       | EWE Baskets Oldenburg    |
| 2017–18   | FC Bayern Munich         | 3–2       | ALBA Berlin              |
| 2018–19   | FC Bayern Munich         | 3–0       | ALBA Berlin              |
| 2019–20   | ALBA Berlin              | 163-139   | MHP Riesen Ludwigsburg   |
| 2020–21   | ALBA Berlin              | 3-1       | FC Bayern Munich         |
| 2021–22   | ALBA Berlin              | 3-1       | FC Bayern Munich         |
| 2022–23   | ratiopharm Ulm           | 3-1       | Baskets Bonn             |
| 2023–24   | FC Bayern Munich         | 3-1       | ALBA Berlin              |
| 2024–25   | FC Bayern Munich         | 3-2       | ratiopharm Ulm           |

1. ↑  Acumulado de dos partidos. La liga fue paralizada por la pandemia de coronavirus y retomada en junio con un formato reducido de playoffs

## Títulos por club
| Club                    | Títulos | Años campeón                                                                       |
| ----------------------- | ------- | ---------------------------------------------------------------------------------- |
| Bayer Giants Leverkusen | 14      | 1970, 1971, 1972, 1976, 1979, 1985, 1986, 1990, 1991, 1992, 1993, 1994, 1995, 1996 |
| ALBA Berlín             | 11      | 1997, 1998, 1999, 2000, 2001, 2002, 2003, 2008, 2020, 2021, 2022                   |
| Brose Baskets           | 9       | 2005, 2007, 2010, 2011, 2012, 2013, 2015, 2016, 2017                               |
| USC Heidelberg          | 9       | 1957, 1958, 1959, 1960, 1961, 1962, 1966, 1973, 1977                               |
| FC Bayern Munich        | 7       | 1954, 1955, 2014, 2018, 2019, 2024, 2025                                           |
| Gießen 46ers            | 5       | 1965, 1967, 1968, 1975, 1978                                                       |
| Turnerbund Heidelberg   | 4       | 1948, 1951, 1952, 1953                                                             |
| BSC Saturn Köln         | 4       | 1981, 1982, 1987, 1988                                                             |
| ASC 1846 Göttingen      | 3       | 1980, 1983, 1984                                                                   |
| Alemannia Aachen        | 2       | 1963, 1964                                                                         |
| MTSV Schwabing          | 2       | 1947, 1949                                                                         |
| VfL Osnabrück           | 1       | 1969                                                                               |
| Brandt Hagen            | 1       | 1974                                                                               |
| BBC Bayreuth            | 1       | 1989                                                                               |
| Skyliners Frankfurt     | 1       | 2004                                                                               |
| Köln 99ers              | 1       | 2006                                                                               |
| EWE Baskets Oldenburg   | 1       | 2009                                                                               |
| ATV Düsseldorf          | 1       | 1956                                                                               |
| BC Stoccarda-Degerloch  | 1       | 1950                                                                               |
| LSV Spandau             | 1       | 1939                                                                               |
| ratiopharm Ulm          | 1       | 2023                                                                               |

## MVP de la Final
| Temporada | MVP Bundesliga    |
| --------- | ----------------- |
| 2004–05   | Chris Williams    |
| 2005–06   | Immanuel McElroy  |
| 2006–07   | Casey Jacobsen    |
| 2007–08   | Julius Jenkins    |
| 2008–09   | Rickey Paulding   |
| 2009–10   | Casey Jacobsen    |
| 2010–11   | Kyle Hines        |
| 2011–12   | P. J. Tucker      |
| 2012–13   | Anton Gavel       |
| 2013–14   | Malcolm Delaney   |
| 2014–15   | Brad Wanamaker    |
| 2015–16   | Brad Wanamaker    |
| 2016–17   | Fabien Causeur    |
| 2017–18   | Danilo Barthel    |
| 2018–19   | Nihad Đedović     |
| 2019–20   | Marcos Knight     |
| 2020–21   | Jayson Granger    |
| 2021–22   | Johannes Thiemann |
| 2022–23   | Yago dos Santos   |
| 2023–24   | Carsen Edwards    |
| 2024–25   | Shabazz Napier    |